# Quilvio Veras
Quilvio Alberto Veras Pérez (nacido el 3 de abril de 1971 en Santo Domingo) es un ex segunda base dominicano que jugó en la Liga Mayor de Béisbol. Firmado por los Mets de Nueva York como amateur en 1989, Veras hizo su debut en las Grandes Ligas el 25 de abril de 1995, y apareció en  su último partido el 13 de julio de 2001. Durante sus seis años en las mayores jugó para los Marlins de Florida, Padres de San Diego y Bravos de Atlanta. 
Durante la temporada de 1998, Veras tuvo que abandonar un partido porque su hermano había sido asesinado en la República Dominicana.
Actualmente es el roving coach de los Reales de Kansas City.